# Coburg

Coburg là một thị trấn không thuộc huyện nào, thuộc tỉnh Oberfranken, nằm bên sông Itz của bang Bayern, Đức. Dân số năm 2005 là khoảng 42.015 người và sáp nhập vào bang Bayern bởi cuộc trưng cầu dân ý năm 1920. Trước 1918, Coburg là thủ phủ của công quốc Saxe-Coburg và Gotha. Trên đồi cạnh bên thành phố là Veste Coburg một trong những thành trì lớn nhất nước Đức.

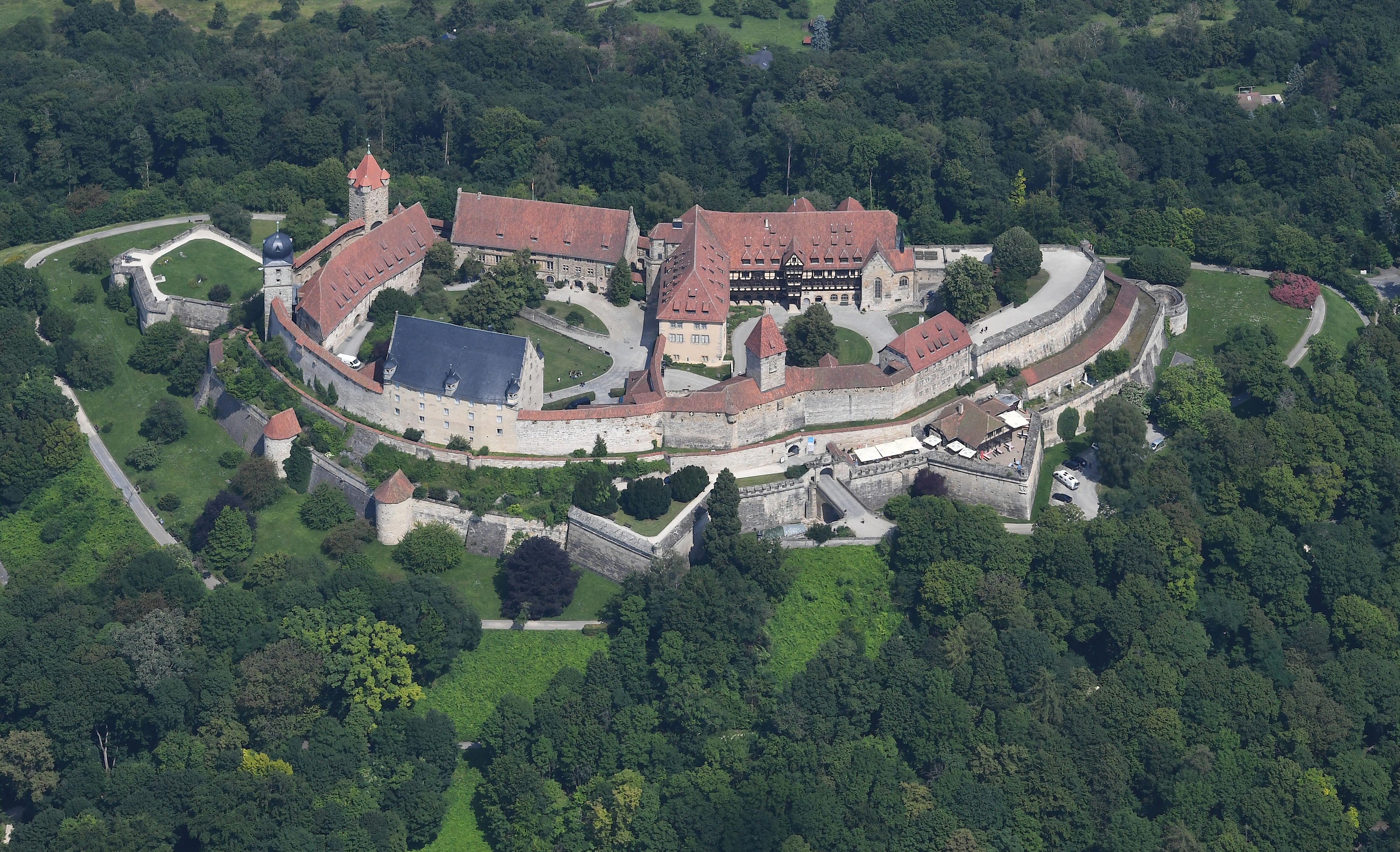
Veste Coburg

Thánh bổn mạng của Coburg là thánh Saint Maurice, được công nhận vào năm 1493.

## Vị trí

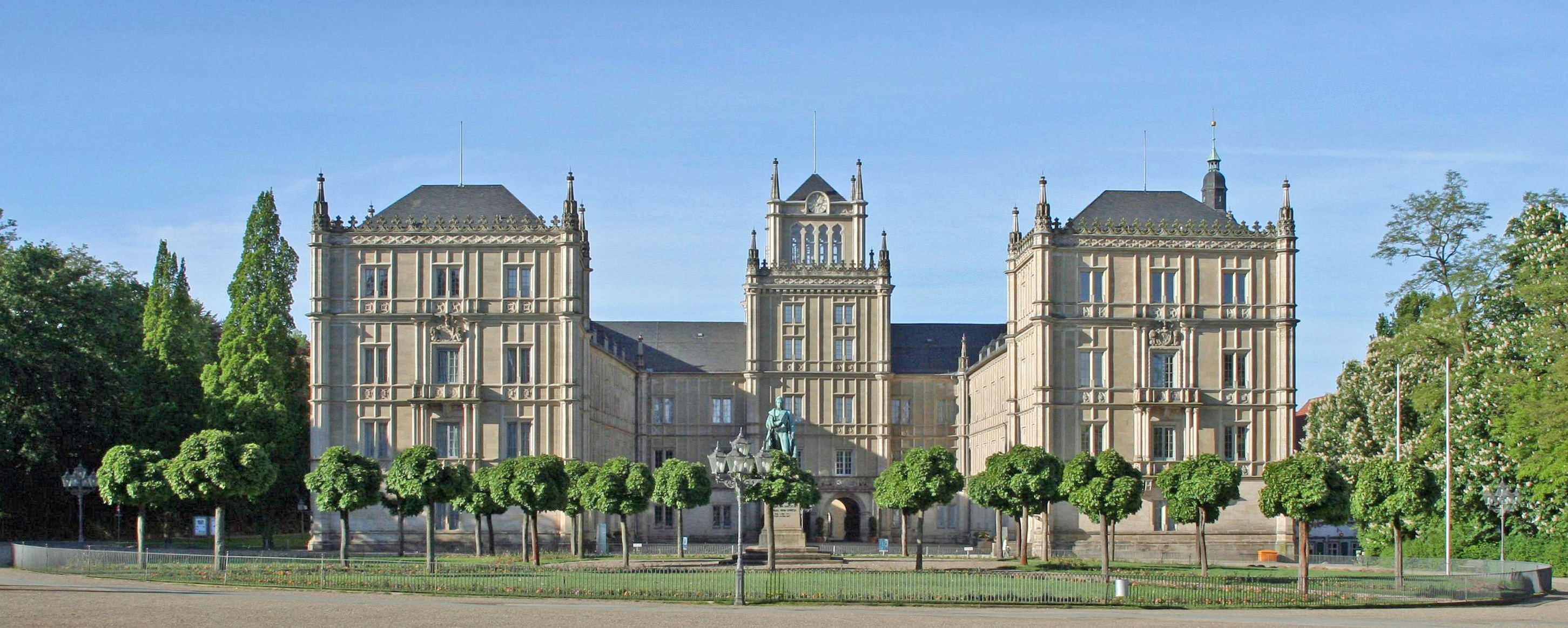
Cung điện Ehrenburg, được xây dựng lại sau trận hỏa hoạn thảm khốc vào năm 1690, theo phong cách Gothic phục hưng vào thế kỷ 19

Các thành phố lớn (trên 100.000 dân) kế đó là Erfurt, khoảng 80 km đường chim bay về phía bắc, Würzburg, khoảng 90 km phía tây nam, cũng như Erlangen và Nürnberg, khoảng 75 và 90 km phía nam. Độ cao tại Marktplatzes là 296 m trên mực nước biển, tại Veste 451 m trên masl.

## Thành phố kết nghĩa
- Cobourg, Ontario, Canada
- Gais, Ý
- Thành phố Garden, Mỹ
- Đảo Wight, Anh Quốc
- Niort, Pháp
- Oudenaarde, Bỉ